# Адагум
Адагу́м — хутор в Крымском районе Краснодарского края. Административный центр Адагумского сельского поселения.

## География
Расположен возле Варнавинского сбросного канала.
Географические сведения
Хутор расположен в 31 км западнее города Крымск. Ближайшая железнодорожная станция расположена в 4 км западнее хутора в станице Варениковской. Удалённость от Чёрного моря (Анапа) 40 км, от Азовского моря (Темрюк) 40 км.
Часовой пояс
Адагум, как и весь Краснодарский край, находится в часовой зоне МСК (московское время). Смещение применяемого времени относительно UTC составляет +3:00.

## История
Основан в 1901 году. Название хутор получил по реке Адагум (левый приток Кубани).

## Население
| 1999 | 2002  | 2010  |
| ---- | ----- | ----- |
| 2582 | ↗2631 | ↗2827 |

- Хутор Верхний Адагум (Верхнеадагум) Крымского района расположен неподалёку от станицы Нижнебаканская.

## Инфраструктура
Инфраструктура в хуторе развита. Имеется почтовое отделение, амбулатория, центральная усадьба, школа, дом культуры и детский сад. Первая школа была построена в 1910 году.  Подключены канализация и электричество. Возле хутора построен аэродром где можно полетать на маленьких самолетах и планерах.

### Улицы
- ул. Мира
- ул. Пушкина
- ул. Северная
- ул. Ленина
- ул. Молодежная
- ул. Земледельцев
- ул. Красных Партизан
- ул. Горького
- ул. Советская
- ул. Гагарина
- ул. Комсомольская